# Ezio Lucarno
Ezio Lucarno, soprannominato "Cialacche" (Genova, 11 agosto 1926 – Vobbia, 28 novembre 1944), è stato un partigiano italiano, medaglia d'oro al valor militare alla memoria.

## Biografia
Era ancora un ragazzino quando, a Genova, aveva avuto i primi contatti col movimento antifascista clandestino. Fu così che, dopo l'8 settembre 1943, "Cialacche" (questo il nome di copertura che aveva scelto per via del nomignolo che la madre da piccolo gli aveva dato) e cinque dei suoi compagni, dopo aver appoggiato gli scioperi antifascisti, distribuito volantini e recuperato armi, salirono armati ed equipaggiati in montagna. Ben presto il ragazzo si impose per il suo coraggio e per il senso di responsabilità e fu nominato commissario di distaccamento della Brigata "Jori" della Divisione Garibaldi "Cichero" . Cadde sul Monte Antola dopo un furioso scontro con i nazifascisti.
Nel 2019 la scrittrice e Regista Anna Maria Sdraffa, la nipote, ha scritto una opera teatrale in suo onore intitolata : " Un Eroe in Famiglia".